# Novaliches
Novaliches es una pedanía del municipio de Jérica,  situado en la comarca del Alto Palancia (Castellón). Está formada únicamente por 5 calles y su monumento más destacado es la Iglesia de San Miguel.

## Historia
Según el punto de vista del botánico español Antonio José de Cavanilles, esa pedanía se encontraba en una zona apartada de la parte oriental de Viver, además apreció que se cultivaba en huertos cercanos.  
Novaliches estaba constituido por unas 110 personas (todos labradores). Cavanilles sobre Novaliches no tiene una actitud de desprecio pero tampoco fue un pueblo que le llamó mucho la atención. Esta obra de Cavanilles no está muy trabajada debido a la información que recibió cuando empezó a escribir la obra.
Uno de los datos históricos más importantes, fue la victoria del Marqués de Novaliches contra el ejército carlista. Madoz tiene una impresión positiva sobre este pueblo porque pese al tamaño del pueblo lo considera importante. En el censo de 1842, Novaliches tenía 48 hogares y 199 habitantes, pero a mediados del siglo XIX desapareció como entidad municipal para integrarse en Jérica.

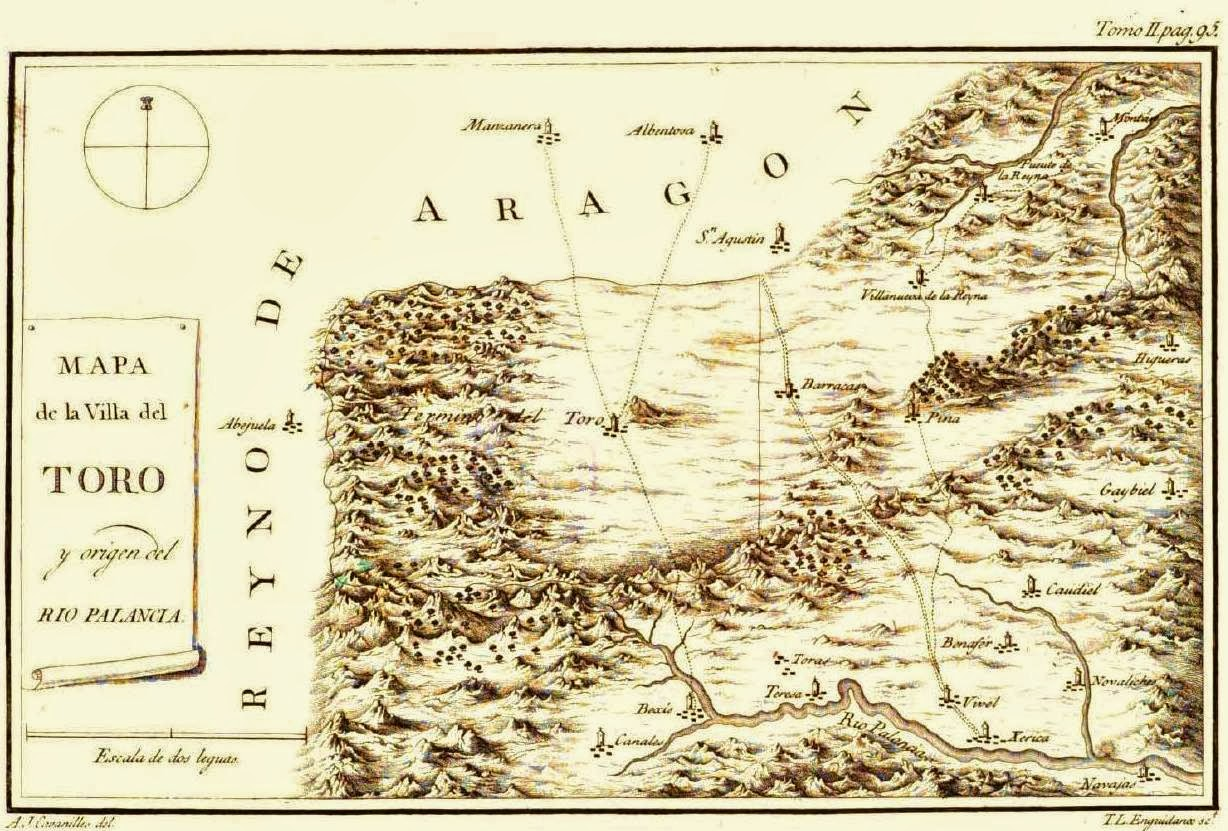
Mapa del Alto Palancia en las Observaciones de Cavanilles

Según la información que recibió Madoz, Novaliches está situado en las coordenadas (39913540,-0.54852). Es un terreno llano situado a la derecha del barranco de Benafer. Tiene un clima templado y seco. Los edificios más importantes son: la casa municipal, la cárcel y la iglesia. La iglesia está dedicada al Arcángel San Miguel.
Los productos agrícolas que proparcionaba la tierra eran: trigo, maíz, aceite, vino, algarrobas, legumbres y verduras (todos estos productos eran escasos).
La principal actividad económica era la industria agrícola.

## Servicios
Según el Ayuntamiento de Jérica, en 2015 Novaliches disponía de los siguientes servicios: frontón municipal, consultorio médico, centro municipal, punto verde y parque público.

## Política
| Periodo   | Nombre                                                                | Partido            |
| --------- | --------------------------------------------------------------------- | ------------------ |
| 1979-1983 | Luis Ramón Martín Pérez                                               | UCD                |
| 1983-1987 | Luis Ramón Martín Pérez                                               | AP                 |
| 1987-1991 | Luis Ramón Martín Pérez                                               | AP / PP            |
| 1991-1995 | Dolores Pastora Montesinos Ramos                                      | PP                 |
| 1995-1999 | Ángel Gil Ordaz                                                       | PSPV-PSOE          |
| 1999-2003 | Ángel Gil Ordaz                                                       | PSPV-PSOE          |
| 2003-2007 | Ángel Gil Ordaz                                                       | PSPV-PSOE          |
| 2007-2011 | Ángel Gil Ordaz                                                       | PSPV-PSOE          |
| 2011-2015 | Amadeo Edo Salvador                                                   | PSPV-PSOE          |
| 2015-2019 | Amadeo Edo Salvador (2015-2017) María Luisa Domingo Lidón (2017-2019) | PSPV-PSOE EUPV: AC |
| 2019-2023 | Jorge Peiro Ripoll                                                    | PP                 |